# Jules Désiré Colombe
Pour les articles homonymes, voir Colombe (homonymie).
Jules Désiré Colombe, né en 1859 à Bléville (Le Havre) et mort le 15 décembre 1902 à Nantes, est un militant syndicaliste nantais. Il fut le premier secrétaire de la bourse du travail de Nantes et l'un des fondateurs de la Confédération générale du travail en 1895.

## Biographie

### Carrière politique
L'un des fondateurs du premier Comité socialiste créé à Nantes, Désiré Colombe est conseiller municipal socialiste dans le 4e canton de cette ville pendant 4 ans, de 1888 à 1892. Durant son mandat, il s'efforce d'améliorer la condition des chômeurs et des travailleurs du port. Mais aux législatives de 1893, il se désiste au second tour en faveur du républicain Gustave Roch.

### Un pionnier du syndicalisme

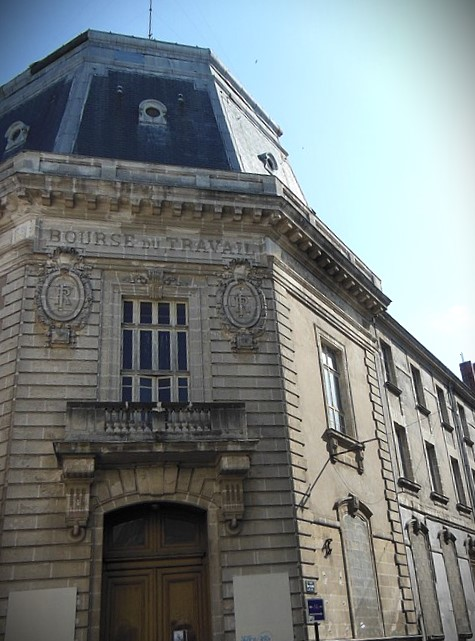
L'ancienne Bourse du travail de Nantes.

Colombe est le premier secrétaire de la Bourse du travail qui accueille désormais les syndicats et dont il prononce le discours inaugural en août 1893. Proche de Charles Brunellière, avec qui il organise les vignerons en syndicats, Colombe s'éloigne cependant du Parti ouvrier dirigé par Jules Guesde, qui considère la grève générale comme « une duperie et une utopie ».
En septembre 1894, il organise à Nantes le 6e congrès national des syndicats qui doit réunir deux organisations rivales, la Fédération des bourses à celle des syndicats, et définir le rôle respectif de chacune. Mais, dans le but de limiter l’influence des partisans de Guesde sur la Fédération des syndicats, la Fédération des bourses fait voter le principe de l’organisation de la grève générale à une forte majorité.
À l’issue du congrès, Désiré Colombe est élu secrétaire adjoint d’un Conseil national ouvrier chargé d’organiser, avec les syndicats de Limoges, en septembre 1895, le 7e congrès national corporatif qui débouchera sur la création de la CGT.
En juillet 1895, Colombe, bien qu'ayant favorisé l'adhésion de nombreux syndicats et mis en place un bureau de placement, refuse de renouveler son mandat de secrétaire général de la Bourse.

### Dernières années

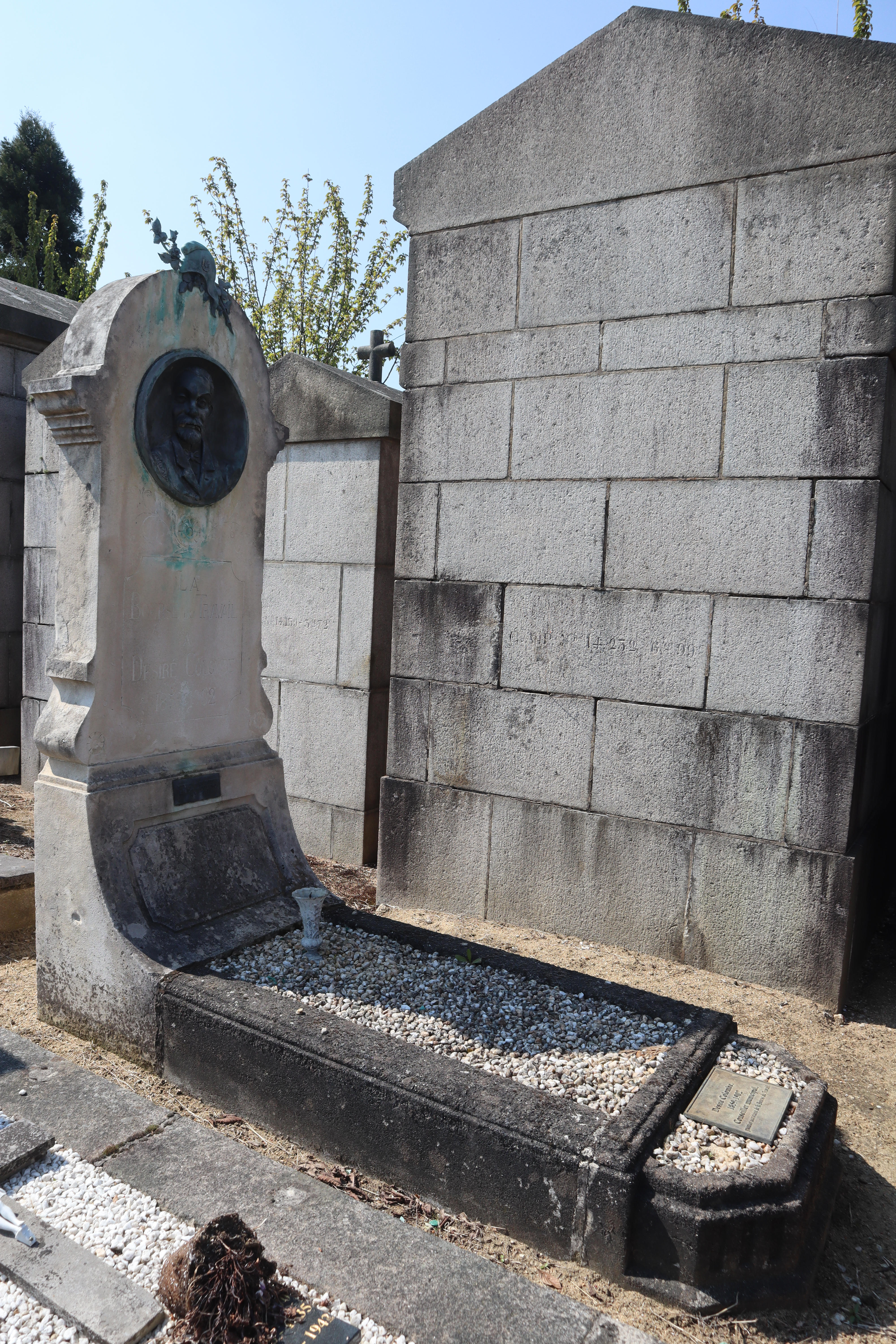
La tombe de J. Désiré Colombe au cimetière Miséricorde de Nantes.

À partir de 1895, Désiré Colombe se consacre à son atelier de forgeron jusqu'à sa mort, survenue en en 1902.

### Charges et distinctions
- trésorier de la Chambre syndicale des forgerons.

## Postérité
- En 1918, son nom est donné à la rue de l'ancienne Bourse du travail
- En 2013, le nom de Désiré Colombe est également donné à l'ensemble du site, qui devient le plus grand pôle associatif de Nantes [3].